# Arfst
Arfst ist ein seltener männlicher (deutscher) Vorname.
Ein bekannter Träger ist Arfst Wagner.
Der Name ist in Nordfriesland im friesischen Sprachraum gebräuchlich.
Der Name stammt aus dem Alt-Dänischen und setzt sich aus den Worten arn=Adler, fast=stark zusammen, kann also mit "Starker Adler" übersetzt werden. 